# M19 (モニター)
M19（英語: HMS M19）は、第一次世界大戦におけるイギリス海軍のM15級モニター艦。

## 設計
沿岸砲撃に用いるために作られた艦である。 M19の主砲はBL 9.2インチ Mk VI 単装砲1門であり、これはエドガー級防護巡洋艦のエドガー (防護巡洋艦)より移設された。9.2インチ砲に加え12ポンド砲1門と6ポンド対空砲1門を装備した。M19はボリンダー社製の640馬力2シリンダー焼玉エンジンで4軸を推進し、最高速度は11ノットに達した。このモニター艦の乗員は士官と兵卒合わせて69人で構成された。

## 建造
M19は、「戦時緊急造船計画」の一部として1915年3月に発注された。M19はレイルトン・ディクソン社の造船所で1915年3月に起工され、同年5月4日に進水し、同年6月に竣工した。

## 第一次世界大戦
M19は、1915年7月から12月の間地中海に送られた。1915年12月4日、砲の暴発により酷い損傷を受けた。しかしイギリス本国海域へは帰還せず、1919年までムドロスに所在した。

## 退役
M19は1920年5月12日に商用タンカーとするために売却され、同時にDelapanに改名した。